# Strongylurus
Strongylurus is een kevergeslacht uit de familie van de boktorren (Cerambycidae). De wetenschappelijke naam van het geslacht werd voor het eerst geldig gepubliceerd in 1835 door Hope.

## Soorten
Strongylurus omvat de volgende soorten:
- Strongylurus aequatorius (Gressitt, 1959)
- Strongylurus arduus Elliott & McDonald, 1972
- Strongylurus baliemensis (Gressitt, 1959)
- Strongylurus bicolor Elliott & McDonald, 1972
- Strongylurus ceresioides Pascoe, 1867
- Strongylurus cretifer (Hope, 1835)
- Strongylurus decoratus (McKeown, 1940)
- Strongylurus dunlopi Elliott & McDonald, 1972
- Strongylurus latus (Gressitt, 1959)
- Strongylurus minor Blackburn, 1894
- Strongylurus musgravei (McKeown, 1940)
- Strongylurus orbatus Pascoe, 1866
- Strongylurus ornatus (Blackburn, 1892)
- Strongylurus papuensis (Gressitt, 1959)
- Strongylurus partitus (McKeown, 1940)
- Strongylurus scriptelytron (McKeown, 1940)
- Strongylurus scutellatus Hope, 1835
- Strongylurus sepicanus (Gressitt, 1959)
- Strongylurus sexmaculatus Aurivillius, 1917
- Strongylurus spinosus Fauvel, 1906
- Strongylurus stramineous (McKeown, 1940)
- Strongylurus thoracicus (Pascoe, 1857)
- Strongylurus unidens Fauvel, 1906